# Нун (літера гебрайської абетки)
| Фінікійська | Звичайна | Звичайна | Звичайна | Звичайна | Звичайна | Звичайна |
| ----------- | -------- | -------- | -------- | -------- | -------- | -------- |
| nun         | נ        | נ        |          | ן        | ן        |          |

Нун (івр. נוּן) — чотирнадцята літера гебрайської абетки. Одна з п'яти літер з кінцевою формою. В івриті вона позначає звук [n].
נ має чисельне значення 50.

## Unicode
|                   | Nun               | Schluss-Nun             |
| ----------------- | ----------------- | ----------------------- |
| Unicode Codepoint | U+05e0            | U+05df                  |
| Unicode-Name      | HEBREW LETTER NUN | HEBREW LETTER FINAL NUN |
| HTML              | &#1504;           | &#1503;                 |
| ISO 8859-8        | 0xf0              | 0xef                    |